# Eremiascincus
Eremiascincus este un gen de șopârle din familia Scincidae.

Cladograma conform Catalogue of Life:
| Eremiascincus | \| \| Eremiascincus fasciolatus \| \| \| \| \| \| Eremiascincus richardsonii \| \| \| \| |
|               | \| \| Eremiascincus fasciolatus \| \| \| \| \| \| Eremiascincus richardsonii \| \| \| \| |
|               | Eremiascincus fasciolatus                                                                |
|               |                                                                                          |
|               | Eremiascincus richardsonii                                                               |
|               |                                                                                          |